# إدوارد إي. أير
إدوارد إي. أير (بالإنجليزية: Edward E. Ayer)‏ هو شخصية أعمال ومؤرخ أمريكي، ولد في 16 نوفمبر 1841، وتوفي في 3 مايو 1927.